# Liste des rhopalocères de Suisse
Cet article recense les lépidoptères rhopalocères (ou « papillons de jour ») présents à l'état sauvage en Suisse. En fonction des sources, on en dénombre actuellement entre 200 et 205 espèces, dans 6 familles (Hesperiidae, Papilionidae, Pieridae, Riodinidae, Lycaenidae et Nymphalidae).
La liste rouge des rhopalocères et zygènes de Suisse publiée en 2014 a évalué 201 espèces de rhopalocères, et jugé que 2 sont éteintes en Suisse (catégorie RE), 62 y sont menacées (catégories CR, EN ou VU), 38 potentiellement menacées (catégorie NT) et 99 non menacées (catégorie LC). Par ailleurs, 10 espèces y sont citées comme non applicables (catégorie NA) et une comme non évaluée (catégorie NE).
Dans ce qui suit, la liste principale se limite aux espèces sédentaires ou migratrices régulières sur le territoire suisse, classées par familles et sous-familles, suivant l’ordre usuel de la systématique. Les espèces de présence occasionnelle sont traitées séparément en fin d'article. Les sigles à deux lettres indiquent la catégorie de l’UICN attribuée à chaque espèce dans la liste rouge mentionnée plus haut. 

## Famille desHesperiidae

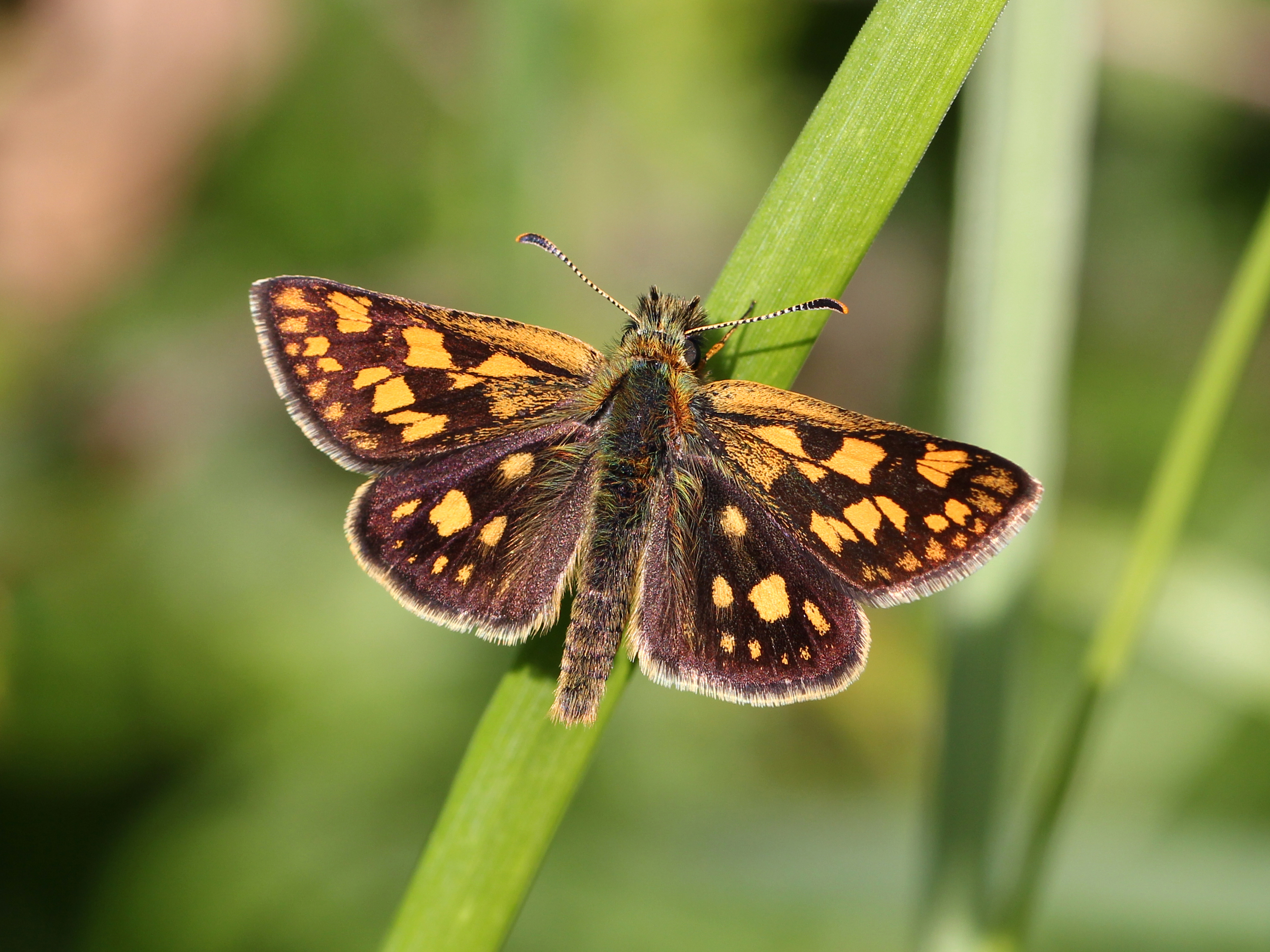
Hespérie du brome (Carterocephalus palaemon).

### Sous-famille desPyrginae
- Erynnis tages (Linnaeus, 1758) — le Point-de-Hongrie — LC
- Carcharodus alceae (Esper, 1780) — l'Hespérie de la passe-rose — NT
- Carcharodus lavatherae (Esper, 1783) — l'Hespérie de l'épiaire — EN
- Carcharodus baeticus (Rambur, [1839]) — l'Hespérie de la ballote — RE
- Carcharodus floccifer (Zeller, 1847) — l'Hespérie du marrube — EN
- Spialia sertorius (Hoffmannsegg, 1804) — l'Hespérie des sanguisorbes — NT
- Pyrgus malvae (Linnaeus, 1758) — l'Hespérie de la mauve — LC
- Pyrgus malvoides (Elwes & Edwards, 1897) — l'Hespérie de l'aigremoine — LC
- Pyrgus armoricanus (Oberthür, 1910) — l'Hespérie des potentilles — NT
- Pyrgus alveus (Hübner, [1803]) — l'Hespérie du faux-buis — LC
- Pyrgus accretus Verity, 1925 — VU — (NB: hors de Suisse, ce taxon est généralement considéré comme une sous-espèce de Pyrgus alveus)
- Pyrgus warrenensis (Verity, 1928) — l'Hespérie rhétique — NT
- Pyrgus serratulae (Rambur, [1839]) — l'Hespérie de l'alchémille — LC
- Pyrgus carlinae (Rambur, [1839]) — l'Hespérie de la parcinière — VU
- Pyrgus cirsii (Rambur, [1839]) — l'Hespérie des cirses — CR
- Pyrgus onopordi (Rambur, [1839]) — l'Hespérie de la malope — CR
- Pyrgus carthami (Hübner, [1813]) — l'Hespérie du carthame — VU
- Pyrgus andromedae (Wallengren, 1853) — l'Hespérie des frimas — LC
- Pyrgus cacaliae (Rambur, [1839]) — l'Hespérie du pas-d'âne — LC

### Sous-famille desHeteropterinae
- Carterocephalus palaemon (Pallas, 1771) — l'Hespérie du brome — LC
- Heteropterus morpheus (Pallas, 1771) — le Miroir — EN

### Sous-famille desHesperiinae
- Thymelicus sylvestris (Poda, 1761) — l'Hespérie de la houque — LC
- Thymelicus lineola (Ochsenheimer, 1808) — l'Hespérie du dactyle — LC
- Thymelicus acteon (Rottemburg, 1775) — l'Hespérie du chiendent — EN
- Hesperia comma (Linnaeus, 1758) — la Virgule — LC
- Ochlodes sylvanus (Esper, 1777) — la Sylvaine — LC

## Famille desPapilionidae

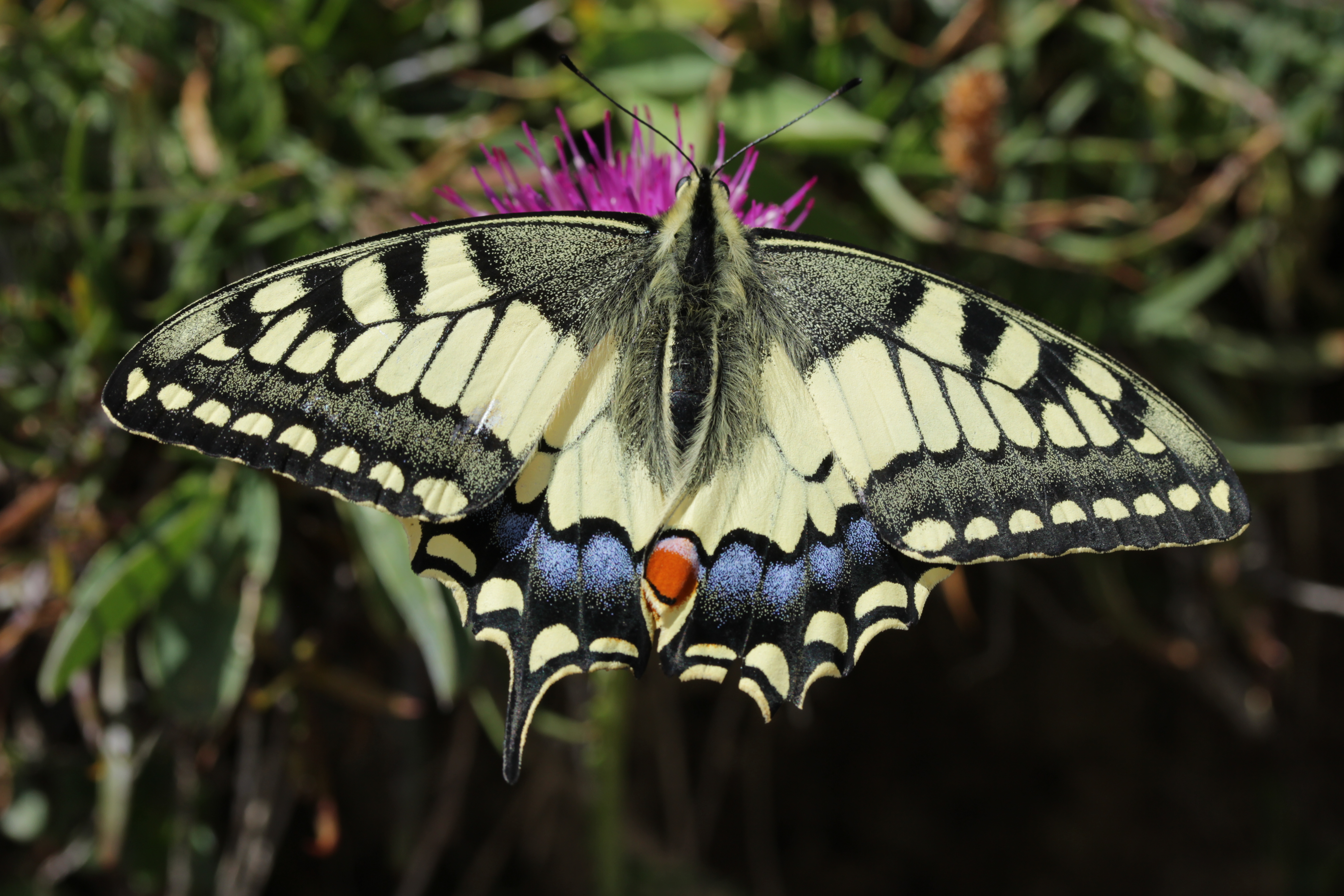
Machaon (Papilio machaon).

### Sous-famille desParnassiinae
- Parnassius mnemosyne (Linnaeus, 1758) — le Semi-apollon — VU
- Parnassius phoebus (Fabricius, 1793) — le Petit apollon — LC
- Parnassius apollo (Linnaeus, 1758) — l'Apollon — NT

### Sous-famille desPapilioninae
- Iphiclides podalirius (Linnaeus, 1758) — le Flambé — NT
- Papilio machaon Linnaeus, 1758 — le Machaon — LC

## Famille desPieridae

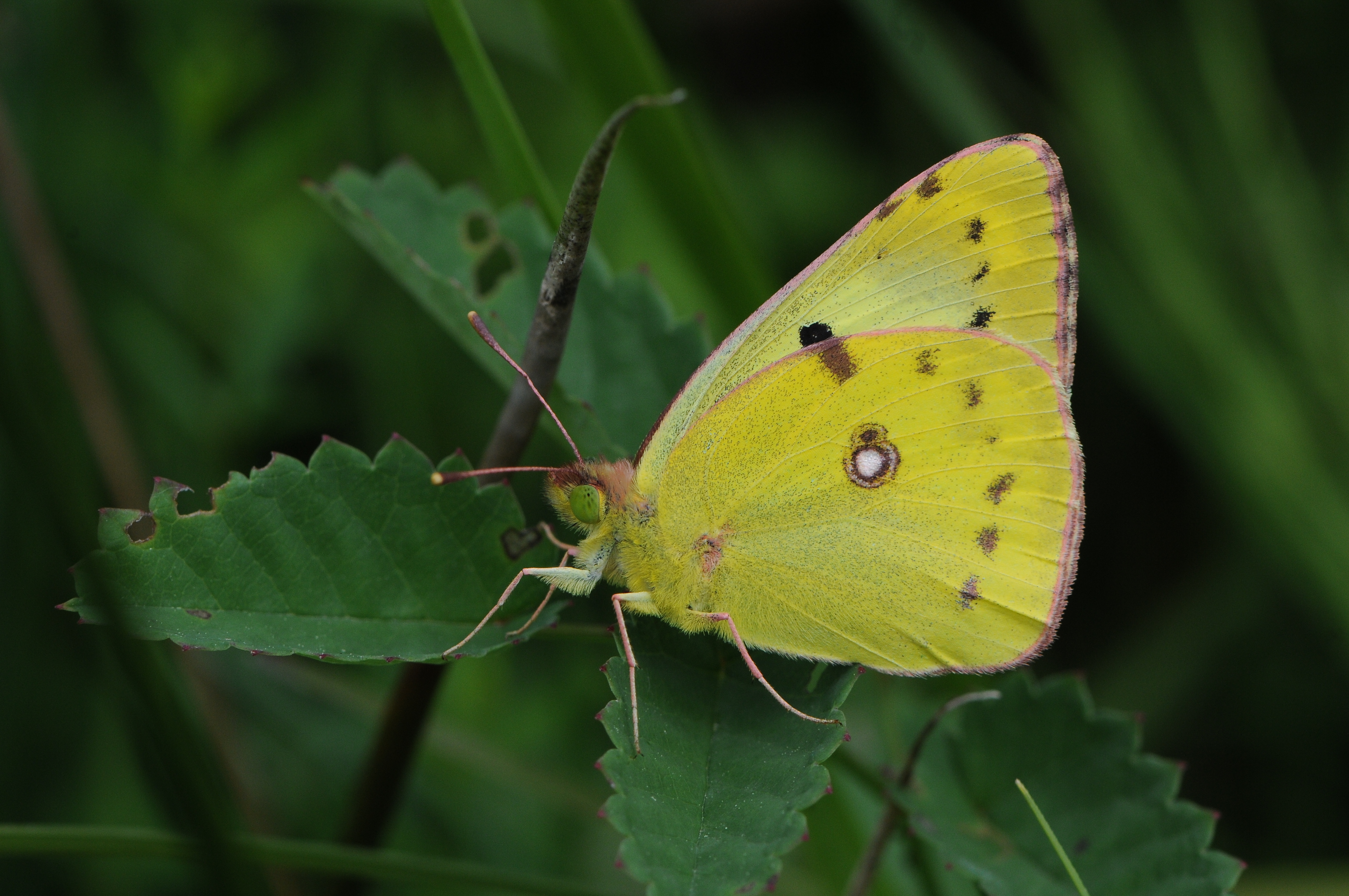
Soufré (Colias hyale).

### Sous-famille desDismorphiinae
- Leptidea juvernica Williams, 1946 — la Piéride irlandaise — LC
- Leptidea sinapis (Linnaeus, 1758) — la Piéride de la moutarde — LC

### Sous-famille desPierinae
- Aporia crataegi (Linnaeus, 1758) — le Gazé — NT
- Pieris brassicae (Linnaeus, 1758) — la Piéride du chou — LC
- Pieris rapae (Linnaeus, 1758) — la Piéride de la rave — LC
- Pieris mannii (Mayer, 1851) — la Piéride de l'ibéride — NT
- Pieris napi (Linnaeus, 1758) — la Piéride du navet — LC
- Pieris bryoniae (Hübner, [1800]) — la Piéride de la bryone — LC
- Pontia edusa (Fabricius, 1777) — le Marbré de Fabricius — NT
- Pontia callidice (Hübner, [1800]) — la Piéride du vélar — NT
- Anthocharis cardamines (Linnaeus, 1758) — l'Aurore — LC
- Euchloe simplonia (Boisduval, 1832) — la Piéride du Simplon — VU

### Sous-famille desColiadinae
- Colias palaeno (Linnaeus, 1761) — le Solitaire — NT
- Colias phicomone (Esper, 1780) — le Candide — LC
- Colias hyale (Linnaeus, 1758) — le Soufré — LC
- Colias alfacariensis Ribbe, 1905 — le Fluoré — LC
- Colias crocea (Geoffroy in Fourcroy, 1785) — le Souci — LC
- Gonepteryx rhamni (Linnaeus, 1758) — le Citron — LC

## Famille desRiodinidae

### Sous-famille desNemeobiinae
- Hamearis lucina (Linnaeus, 1758) — la Lucine — NT

## Famille desLycaenidae

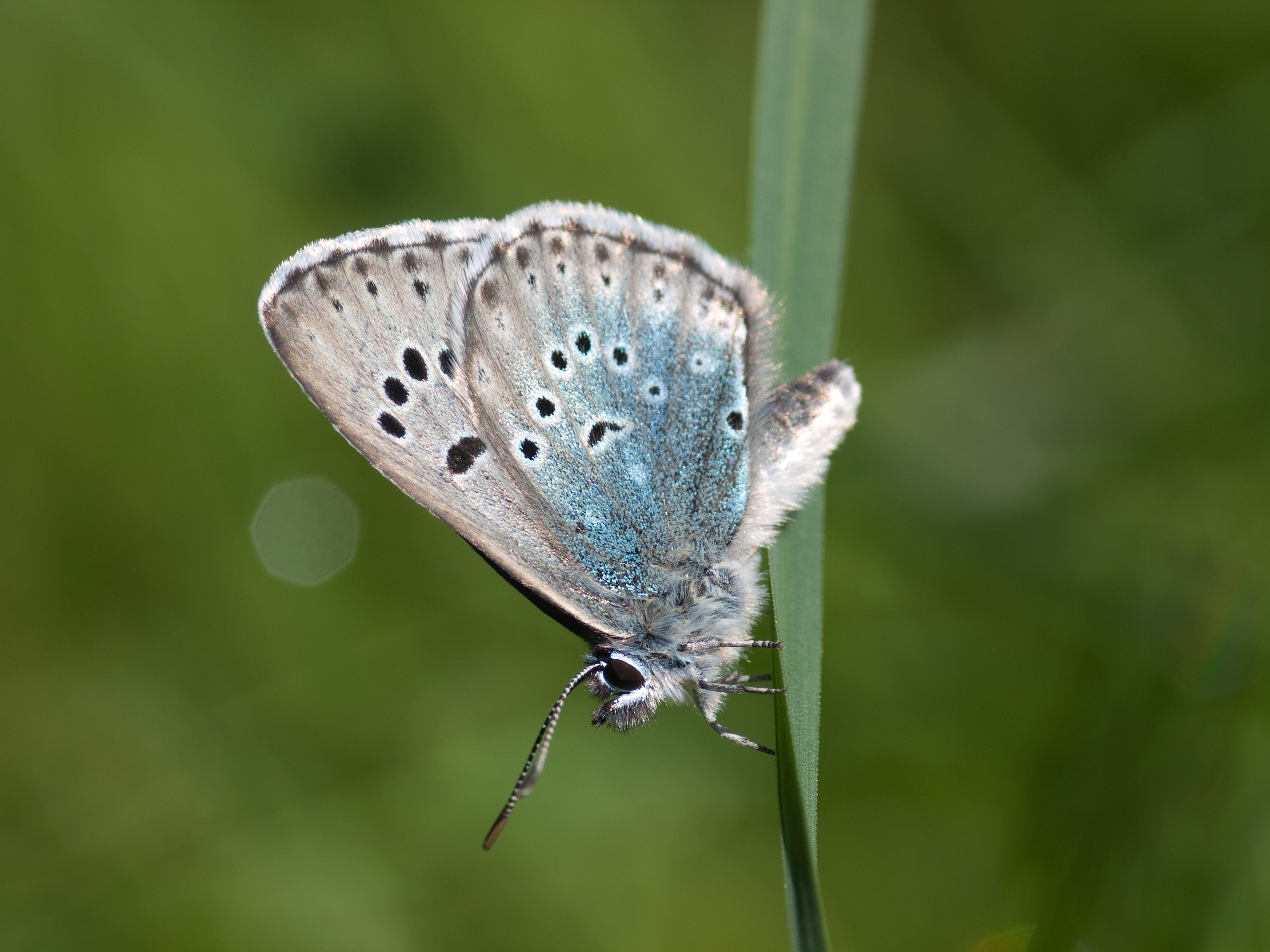
Azuré du serpolet (Phengaris arion).

### Sous-famille desTheclinae
- Thecla betulae (Linnaeus, 1758) — la Thècle du bouleau — LC
- Favonius quercus (Linnaeus, 1758) — la Thècle du chêne — LC
- Satyrium acaciae (Fabricius, 1787) — la Thècle de l'amarel — EN
- Satyrium ilicis (Esper, 1779) — la Thècle de l'yeuse — EN
- Satyrium w-album (Knoch, 1782) — la Thècle de l'orme — LC
- Satyrium pruni (Linnaeus, 1758) — la Thècle du prunier — VU
- Satyrium spini ([Denis & Schiffermüller], 1775) — la Thècle des nerpruns — NT
- Callophrys rubi (Linnaeus, 1758) — la Thècle de la ronce — LC

### Sous-famille desLycaeninae
- Lycaena helle ([Denis & Schiffermüller], 1775) — le Cuivré de la bistorte — VU
- Lycaena virgaureae (Linnaeus, 1758) — le Cuivré de la verge-d'or — NT
- Lycaena tityrus (Poda, 1761) — le Cuivré fuligineux — LC
- Lycaena alciphron (Rottemburg, 1775) — le Cuivré mauvin — VU
- Lycaena dispar (Haworth, 1802) — le Cuivré des marais — VU
- Lycaena phlaeas (Linnaeus, 1761) — le Cuivré commun — LC
- Lycaena hippothoe (Linnaeus, 1761) — le Cuivré écarlate — LC

### Sous-famille desPolyommatinae
- Lampides boeticus (Linnaeus, 1767) — l'Azuré porte-queue — NA
- Cacyreus marshalli Butler, 1898 — le Brun des pélargoniums — NA
- Cupido argiades (Pallas, 1771) — l'Azuré du trèfle — NT
- Cupido alcetas (Hoffmannsegg, 1804) — l'Azuré de la faucille — NT
- Cupido minimus (Fuessly, 1775) — l'Argus frêle — LC
- Cupido osiris (Meigen, 1829) — l'Azuré de la chevrette — EN
- Celastrina argiolus (Linnaeus, 1758) — l'Azuré des nerpruns — LC
- Glaucopsyche alexis (Poda, 1761) — l'Azuré des cytises — VU
- Phengaris alcon ([Denis & Schiffermüller], 1775) — l'Azuré des mouillères — EN
- Phengaris rebeli (Hirschke, 1904) — l'Azuré de la croisette — VU
- Phengaris arion (Linnaeus, 1758) — l'Azuré du serpolet — NT
- Phengaris teleius (Bergsträsser, 1779) — l'Azuré de la sanguisorbe — EN
- Phengaris nausithous (Bergsträsser, 1779) — l'Azuré des paluds — EN
- Iolana iolas (Ochsenheimer, 1816) — l'Azuré du baguenaudier — EN
- Pseudophilotes baton (Bergsträsser, 1779) — l'Azuré de la sarriette — VU
- Scolitantides orion (Pallas, 1771) — l'Azuré des orpins — VU
- Cyaniris semiargus (Rottemburg, 1775) — l'Azuré des anthyllides — LC
- Polyommatus damon ([Denis & Schiffermüller], 1775) — le Sablé du sainfoin — VU
- Polyommatus dorylas ([Denis & Schiffermüller], 1775) — l'Azuré du mélilot — NT
- Polyommatus amandus (Schneider, 1792) — l'Azuré de la jarosse — VU
- Polyommatus escheri (Hübner, [1823]) — l'Azuré de l'adragant — VU
- Polyommatus thersites (Cantener, 1835) — l'Azuré de l'esparcette — VU
- Polyommatus icarus (Rottemburg, 1775) — l'Argus bleu — LC
- Polyommatus eros (Ochsenheimer, 1808) — l'Azuré de l'oxytropide — LC
- Polyommatus daphnis ([Denis & Schiffermüller], 1775) — l'Azuré de l'orobe — VU
- Lysandra coridon (Poda, 1761) — l'Argus bleu-nacré — LC
- Lysandra bellargus (Rottemburg, 1775) — l'Azuré bleu céleste — LC
- Aricia nicias (Meigen, [1829]) — l'Azuré des géraniums — LC
- Aricia agestis ([Denis & Schiffermüller], 1775) — le Collier-de-corail — LC
- Aricia artaxerxes (Fabricius, 1793) — l'Argus de l'hélianthème — LC
- Eumedonia eumedon (Esper, 1780) — l'Argus de la sanguinaire — LC
- Agriades glandon (Prunner, 1798) — l'Azuré des soldanelles — LC
- Agriades orbitulus (Prunner, 1798) — l'Azuré de la phaque — LC
- Agriades optilete (Knoch, 1781) — l'Azuré de la canneberge — LC
- Kretania trappi (Verity, 1927) — l'Azuré des astragales — VU
- Plebejus argus (Linnaeus, 1758) — l'Azuré de l'ajonc — NT
- Plebejus idas (Linnaeus, 1761) — l'Azuré du genêt — NT
- Plebejus argyrognomon (Bergsträsser, 1779) — l'Azuré des coronilles — EN

## Famille desNymphalidae

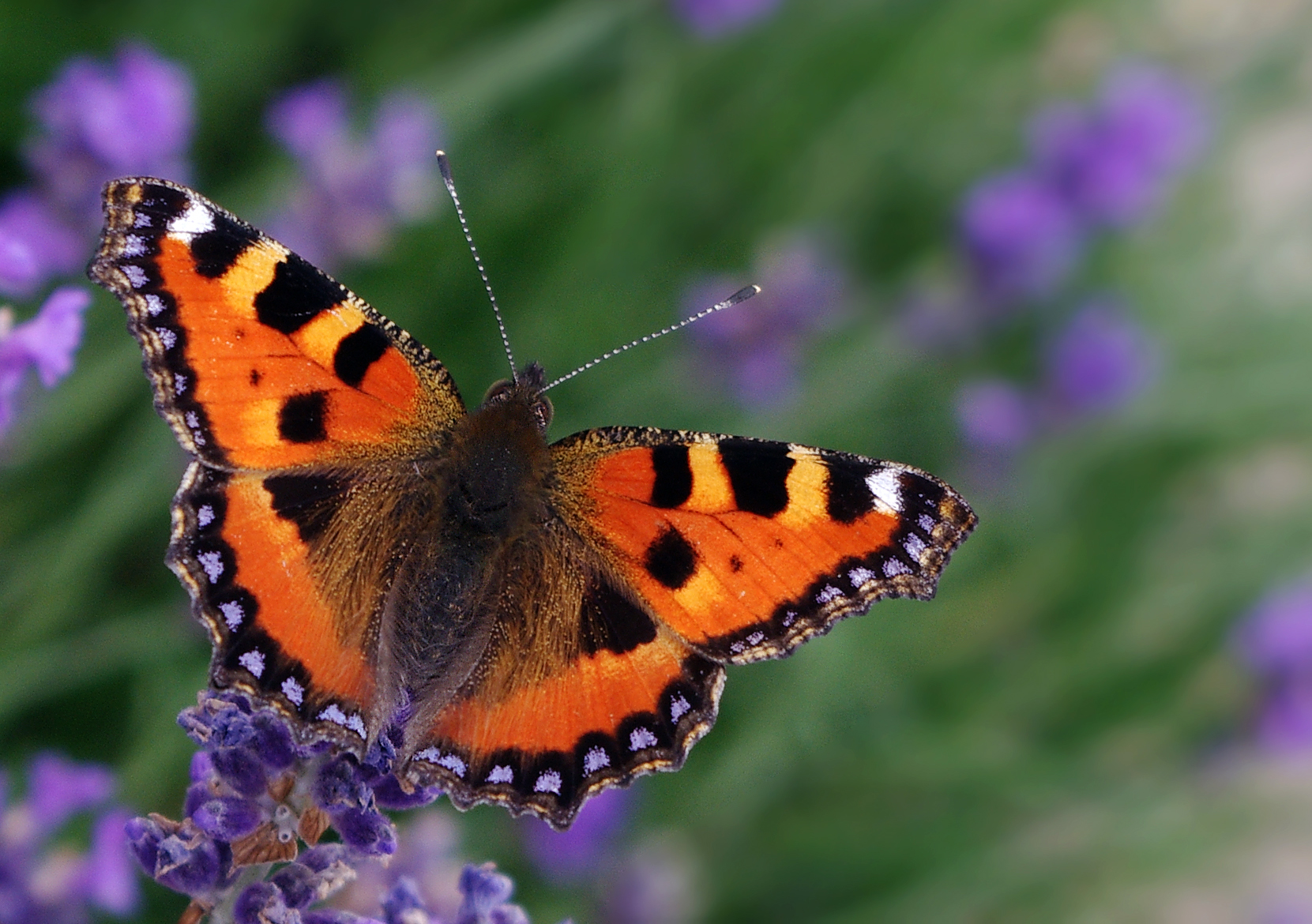
Petite tortue (Aglais urticae).

### Sous-famille desLibytheinae
- Libythea celtis (Laicharting, 1782) — l'Échancré — NT

### Sous-famille desLimenitidinae
- Limenitis populi (Linnaeus, 1758) — le Grand sylvain — VU
- Limenitis camilla (Linnaeus, 1764) — le Petit sylvain — LC
- Limenitis reducta Staudinger, 1901 — le Sylvain azuré — EN
- Neptis rivularis (Scopoli, 1763) — le Sylvain des spirées — NT

### Sous-famille desApaturinae
- Apatura iris (Linnaeus, 1758) — le Grand mars changeant — NT
- Apatura ilia ([Denis & Schiffermüller], 1775) — le Petit mars changeant — VU

### Sous-famille desHeliconiinae
- Argynnis paphia (Linnaeus, 1758) — le Tabac d'Espagne — LC
- Argynnis pandora ([Denis & Schiffermüller], 1775) — le Cardinal — NA
- Speyeria aglaja (Linnaeus, 1758) — le Grand nacré — LC
- Fabriciana adippe ([Denis & Schiffermüller], 1775) — le Moyen nacré — LC
- Fabriciana niobe (Linnaeus, 1758) — le Chiffre — LC
- Issoria lathonia (Linnaeus, 1758) — le Petit nacré — LC
- Brenthis daphne ([Denis & Schiffermüller], 1775) — le Nacré de la ronce — LC
- Brenthis ino (Rottemburg, 1775) — la Grande violette — NT
- Boloria pales ([Denis & Schiffermüller], 1775) — le Nacré subalpin — LC
- Boloria napaea (Hoffmannsegg, 1804) — le Nacré des renouées — LC
- Boloria aquilonaris (Stichel, 1908) — le Nacré de la canneberge — EN
- Boloria selene ([Denis & Schiffermüller], 1775) — le Petit collier argenté — NT
- Boloria euphrosyne (Linnaeus, 1758) — le Grand collier argenté — LC
- Boloria titania (Esper, [1793]) — le Nacré porphyrin — LC
- Boloria dia (Linnaeus, 1767) — la Petite violette — NT
- Boloria thore (Hübner, [1803]) — le Nacré noirâtre — LC

### Sous-famille desNymphalinae
- Nymphalis antiopa (Linnaeus, 1758) — le Morio — VU
- Nymphalis polychloros (Linnaeus, 1758) — la Grande tortue — LC
- Aglais urticae (Linnaeus, 1758) — la Petite tortue — LC
- Aglais io (Linnaeus, 1758) — le Paon-du-jour — LC
- Vanessa atalanta (Linnaeus, 1758) — le Vulcain — LC
- Vanessa cardui (Linnaeus, 1758) — la Belle-Dame — LC
- Polygonia c-album (Linnaeus, 1758) — le Robert-le-Diable — LC
- Araschnia levana (Linnaeus, 1758) — la Carte géographique — LC
- Melitaea cinxia (Linnaeus, 1758) — la Mélitée du plantain — VU
- Melitaea diamina (Lang, 1789) — la Mélitée noirâtre — NT
- Melitaea phoebe ([Denis & Schiffermüller], 1775) — la Mélitée des centaurées — NT
- Melitaea didyma (Esper, 1778) — la Mélitée orangée — VU
- Melitaea athalia (Rottemburg, 1775) — la Mélitée du mélampyre — LC
- Melitaea deione (Geyer, 1832) — la Mélitée des linaires — EN
- Melitaea varia Meyer-Dür, 1851 — la Mélitée de la gentiane — NT
- Melitaea parthenoides Keferstein, 1851 — la Mélitée des scabieuses — VU
- Melitaea aurelia Nickerl, 1850 — la Mélitée des digitales — EN
- Melitaea britomartis Assmann, 1847 — la Mélitée des véroniques — CR
- Melitaea asteria Freyer, 1828 — la Mélitée des Grisons — EN
- Euphydryas intermedia (Menetries, 1859) — le Damier du chèvrefeuille — NT
- Euphydryas cynthia ([Denis & Schiffermüller], 1775) — le Damier de l'alchémille — NT
- Euphydryas aurinia (Rottemburg, 1775) — le Damier de la succise — EN (sous-espèce aurinia) / LC (sous-espèce debilis)

### Sous-famille desSatyrinae
- Pararge aegeria (Linnaeus, 1758) — le Tircis — LC
- Lasiommata megera (Linnaeus, 1767) — le Satyre ou la Mégère — LC
- Lasiommata maera (Linnaeus, 1758) — le Némusien ou l'Ariane — LC
- Lasiommata petropolitana (Fabricius, 1787) — la Gorgone — LC
- Lopinga achine (Scopoli, 1763) — la Bacchante — EN
- Coenonympha glycerion (Borkhausen, 1788) — le Fadet de la mélique — EN
- Coenonympha arcania (Linnaeus, 1761) — le Céphale — NT
- Coenonympha gardetta (Prunner, 1798) — le Satyrion — LC
- Coenonympha darwiniana Staudinger, 1871 — le Céphalion — LC
- Coenonympha hero (Linnaeus, 1761) — le Mélibée — CR
- Coenonympha tullia (Müller, 1764) — le Fadet des tourbières — CR
- Coenonympha pamphilus (Linnaeus, 1758) — le Procris ou le Fadet commun — LC
- Coenonympha oedippus (Fabricius, 1787) — l'Œdipe ou le Fadet des laîches — CR
- Pyronia tithonus (Linnaeus, 1771) — l'Amaryllis — LC
- Aphantopus hyperantus (Linnaeus, 1758) — le Tristan — LC
- Hyponephele lycaon (Rottemburg, 1775) — le Misis — VU
- Maniola jurtina (Linnaeus, 1758) — le Myrtil — LC
- Erebia ligea (Linnaeus, 1758) — le Moiré blanc-fascié — LC
- Erebia euryale (Esper, 1805) — le Moiré frange-pie — LC
- Erebia eriphyle (Freyer, 1836) — le Moiré bavarois — LC
- Erebia manto ([Denis & Schiffermüller], 1775) — le Moiré variable — LC
- Erebia bubastis (Meisner, 1818) — EN — (NB: hors de Suisse, ce taxon est généralement considéré comme une forme d’Erebia manto)
- Erebia flavofasciata Heyne, [1895] — le Moiré des Grisons — NT
- Erebia epiphron (Knoch, 1783) — le Moiré de la canche — LC
- Erebia christi Rätzer, 1890 — le Moiré du Simplon — VU
- Erebia pharte (Hübner, [1804]) — le Moiré aveuglé — LC
- Erebia melampus (Fuessly, 1775) — le Moiré des pâturins — LC
- Erebia sudetica Staudinger, 1861 — le Moiré des Sudètes — VU
- Erebia aethiops (Esper, 1777) — le Moiré sylvicole — LC
- Erebia triarius (Prunner, 1798) — le Moiré printanier — VU
- Erebia medusa ([Denis & Schiffermüller], 1775) — le Moiré franconien — NT
- Erebia alberganus (Prunner, 1798) — le Moiré lancéolé — LC
- Erebia pluto (Prunner, 1798) — le Moiré velouté — LC
- Erebia gorge (Hübner, [1804]) — le Moiré chamoisé — LC
- Erebia mnestra (Hübner, [1804]) — le Moiré fauve — LC
- Erebia tyndarus (Esper, 1781) — le Moiré cuivré — LC
- Erebia nivalis Lorkovic & de Lesse, 1954 — le Moiré du nardet — NT
- Erebia cassioides (Reiner & Hohenwarth, 1792) — le Moiré lustré — LC
- Erebia pronoe (Esper, 1780) — le Moiré fontinal — LC
- Erebia styx (Freyer, 1834) — le Moiré styrien — EN
- Erebia montana (Prunner, 1798) — le Moiré striolé — LC
- Erebia oeme (Hübner, [1804]) — le Moiré des luzules — LC
- Erebia meolans (Prunner, 1798) — le Moiré des fétuques — LC
- Erebia pandrose (Borkhausen, 1788) — le Moiré cendré — LC
- Melanargia galathea (Linnaeus, 1758) — le Demi-deuil — LC
- Oeneis glacialis (Moll, 1785) — le Chamoisé des glaciers — LC
- Brintesia circe (Fabricius, 1775) — le Silène — NT
- Minois dryas (Scopoli, 1763) — le Grand nègre des bois — NT
- Arethusana arethusa ([Denis & Schiffermüller], 1775) — le Petit agreste — RE
- Chazara briseis (Linnaeus, 1764) — l'Hermite — CR
- Satyrus ferula (Fabricius, 1793) — la Grande coronide — NT
- Hipparchia statilinus (Hufnagel, 1766) — le Faune — VU
- Hipparchia semele (Linnaeus, 1758) — l'Agreste — VU
- Hipparchia genava (Fruhstorfer, 1908) — le Sylvandre helvète — VU
- Hipparchia fagi (Scopoli, 1763) — le Sylvandre — EN

## Espèces de présence occasionnelle
Les espèces suivantes ne sont connues de Suisse que par quelques données anciennes, et il n’est pas prouvé qu’elles aient eu des colonies permanentes en Suisse. La plupart de ces observations résultaient probablement d’individus migrateurs irréguliers ou erratiques.
- Zerynthia polyxena ([Denis & Schiffermüller], 1775) — la Diane — NA
- Anthocharis euphenoides Staudinger, 1869 — l'Aurore de Provence — NA
- Euchloe crameri Butler, 1869 — le Marbré de Cramer — NE
- Gonepteryx cleopatra (Linnaeus, 1767) — le Citron de Provence — NA
- Leptotes pirithous (Linnaeus, 1767) — l'Azuré de la luzerne — NA
- Polygonia egea (Cramer, 1775) — la Vanesse des pariétaires — NA
- Coenonympha dorus (Esper, 1782) — le Fadet des garrigues — NA
- Pyronia cecilia (Vallantin, 1894) — l'Ocellé de la canche — NA